# 4351 Nobuhisa
A 4351 Nobuhisa (ideiglenes jelöléssel 1989 UR1) a Naprendszer kisbolygóövében található aszteroida. Mizuno Josikane és Furuta Tosimasza fedezte fel 1989. október 28-án.